# 구성 관리
소프트웨어 구성 관리(영어: software configuration management) 또는 형상 관리는 소프트웨어의 변경사항을 체계적으로 추적하고 통제하는 것으로, 형상 관리는 일반적인 단순 버전관리 기반의 소프트웨어 운용을 좀 더 포괄적인 학술 분야의 형태로 넓히는 근간을 이야기한다.
일반적으로 형상 항목(영어: configuration item)이라는 형태로 작업 산출물을 선정하고, 형상 항목 간의 변경 사항 추적과 통제 정책을 수립하고 관리한다.

## 용어
소프트웨어 구성 관리란 소프트웨어 소스 코드 뿐 아니라 개발 환경, 빌드 구조 등 전반적인 환경 전반적인 내역에 대한 관리 체계를 정의하고 있다. configuration이란 영어 원문에서의 뜻은 소프트웨어의 BOM(Bill of Materials)을 운용하는 체제를 얘기하고 있으며, 대부분의 산업 공학이나 생산 시스템에서 이야기하는 제조 공정을 소프트웨어 엔지니어링에 적용한 경우를 의미한다.
즉 하나의 소프트웨어 산출물(binary)을 생성하기 위해 필요로 하는 아이템들과 공정 방식의 정의, 그리고 재생성을 위한 전반적인 환경까지 베이스라인(baseline)화하여 관리하는 방식 전체를 의미하며 이를 체계화한 사항을 형상 관리 시스템으로 정의하고 있다.

## 같이 보기
- 시스템 관리